# 47294 Бланскі лес
47294 Бланскі лес (47294 Blanský les) — астероїд головного поясу, відкритий 28 листопада 1999 року.
Тіссеранів параметр щодо Юпітера — 3,577.